# Out of Control
Out of Control — перший сингл американської рок-групи Hoobastank з альбому The Reason.

## Характеристика
Out of Control, показав з точки зору звучання агресивний бік групи. Пісня стала останнім треком, записаним для альбому The Reason.
«Кілька наших записів присвячені темі релігії, точніше повній відсутності інтересу до неї. В „Out of Control“ співається про осліплення і повне посвячення себе якій-небудь справі. І це стосується не тільки релігії — буває так, що людина повністю віддає своє життя роботі, і в підсумку закінчує тим, що відчуває себе втраченою і розбитою» — говорить Дуглас Робб.
У записі бек-вокал а взяли участь Іан Откинс і Джеймі Олівер з гурту Lostprophets.

## Список композицій
| #  | Назва              | Тривалість |
| -- | ------------------ | ---------- |
| 1. | «Out Of Control»   | 2:44       |
| 2. | «Call Out Hook»    |            |
| 3. | «Call Out Hook #2» |            |

## Чарти
| Чарт                                  | Позиция |
| ------------------------------------- | ------- |
| U.S. Alternative Songs                | 9       |
| U.S. Billboard Mainstream Rock Tracks | 16      |